# لينة
لينة، هي قرية شمال نجد في المملكة العربية السعودية، تعد من أقدم مستوطنات الجزيرة العربية، وأحد منازل درب زبيدة الذي كان يسلكه الحاج العراقي. تشتهر لينة منذ القدم بعذوبة مياهها وآبارها الكثيرة التي تبلغ نحو 300 بئر، وفيها معالم تاريخية مثل قصر الملك عبد العزيز الذي أنشئ عام 1354هـ والسوق القديم سوق «المشاهدة» نسبة إلى تجار العراق المشاهدة الذين كانوا يأتون لهذا السوق للتبادل التجاري مع أهل نجد.

## سكان لينة
يعود تاريخ لينة كما يُقال إلى عهد سليمان عليه السلام، وقد أورد الشيخ حمد الجاسر عندما قرأ في ديوان شعر مضرس الأسدي الذي قال:

## الموقع
تقع ضمن محافظة رفحاء في منطقة الحدود الشمالية في المملكة العربية السعودية، وتبعد 105 كم جنوب مدينة رفحاء. يحدها من جهة الجنوب والغرب رمال النفود، ومن جهة الشمال شعاب وأودية وتلال، وتشكل مفترق طرق رئيسة، تربط رفحاء بمناطق الرياض، والقصيم، وحائل ويقطعها الطريق الدولي ماراً بمدن ومحافظات الحدود الشمالية.

## أهم المعالم
تضم قرية لينة على معالم شهيرة، منها (السوق القديم) الذي أنشئ وسط القرية عام 1352هـ والعديد من الآبار والمباني الطينية التي بُنيت بأساليب تقليدية تعتمد على المواد المحلية مثل الطين والحجر والخشب، بتصميم بسيط يحافظ على درجات حرارة معتدلة في الصيف والشتاء، إضافة إلى أن كل مبنى يحوي عادةً على فناءً داخلي وغرف مرتبة بشكل دائري حوله.

## لينة والتجارة
يوجد بها سوق ومركز للتبادل التجاري بين تجار المنطقة ومنطقة نجد والعراق، كما تتم فيه مقايضة السلع بين البدو وأهل لينة وتجار العراق الذين قاموا بإنشاء مخازن لهم في لينة لتخزين المواد الغذائية التي يجلبونها من بلادهم، وتُعرف هذه المخازن بالسيابيط، كما يعتبر السوق مركزاً لتصدير السلع إلى نجد بحكم توسط لينة على درب تجاري بين نجد والعراق.

## وصلات خارجية
- «لينة» أقدم قرية شمالية.. تاريخ بدايته في عهد النبي سليمان.